# ديو المشاهير
ديو المشاهير هو النسخة العربية من برنامج المسابقات الغنائي الأمريكي الخيري "Celebrity Duets" الذي عرض منه موسم واحد فقط عام 2006 على قناة فوكس.
أنطلق السباق عربيا في 22 تشرين الأول 2010 على قناة أل بي سي اللبنانية وهو من تقديم ملكة جمال لبنان لعام 1995 دينا عازار. الجائزة المقدمة للفائز قدرها 50 ألف دولار أمريكي يجب أن يتبرع بها لأي مؤسسة خيرية يختارها.
منذ الحلقة الخامسة من الموسم الثالث البرنامج يقدم من قبل الإعلامية هيلدا خليفة بسبب فسخ دينا عازار عقدها مع القناة، والسبب يعود إلى خلافها مع القائمين على البرنامج حول بعض العروض المقدمة حاليا وسابقا في البرنامج.
انتقل الموسم الرابع من البرنامج إلى قناة إم تي في والذي يقدم من قبل الاعلاميه انابيلا هلال كما عدلت لجنه الحكم

## فكرة البرنامج
يشترك عدد من المشاهير العرب من مختلف الميادين، ماعدا مجال الغناء، يتنافسون أسبوعيا بين بعضهم في الغناء إلى جانب مطربين محترفين مرموقين من أجل أن يحصل واحد منهم فقط في نهاية المسابقة على جائزة قدرها 50 ألف دولار أمريكي، سيوهبها لإحدى الجمعيات الخيرية التي سيختارها.
الحاصل على المركز الثاني فيحصل على مبلغ 25 ألف دولار أمريكي وصاحب المركز الثالث يحصل على 22.500 دولار أمريكي أما صاحب المركز الأخير وهو أول المغادرين فيحصل على 2.500 دولار أمريكي. جميع المشاهير يخرجون مع مبلغ مالي لتقدمه لصالح أعمال الخير.
بكل حلقة يشكل ثنائي بين متسابق وفنان عربي مرموق، في نهاية العرض لجنة التحكيم المؤلفة من ثلاث شخصيات من الوسط الفني تبدي رأيها بما شاهدته. أما عملية التصويت والأستعاد فتقع على عاتق الجمهور المشاهد في المنازل الذي يصوت لمن يرغب بمغادرة السباق عير الرسائل النصية القصيرة.

## لجنة التحكيم
مهمة لجنة التحكيم في المسابقة تكمن في إعطاء المتسابقين النصائح وابداء رأيها عما شاهدته. لا يمكنهم أنقاذ أو أستبعاد أحد من المنافسة. لجان التحكيم في الموسم الثلاثة هي التالية:
الموسم الأول (2010):
| جمانة حداد | مروان رحباني | روميو لحود |

الموسم الثاني (2011):
| عبد الله بالخير | أسامة الرحباني | روميو لحود |

الموسم الثالث (2012):
| حسن الرداد | أسامة الرحباني | روميو لحود |

الموسم الرابع (2015):
| منى أبو حمزه | أسامة الرحباني | طارق أبو جوده |

الموسم الخامس والسادس (2017 - 2018):
| منى أبو حمزه | أسامة الرحباني | سيمون أسمر |

## الموسم الأول (2010)
انطلق الموسم الأول من المسابقة من ديو المشاهير في 29 تشرين الأول 2010. الفائزة هي الممثلة اللبنانية نادين الراسي.
| المشاهير       | العمل                | التبرع لصالح                                           | الأرباح      | الوضع في السباق                            |
| -------------- | -------------------- | ------------------------------------------------------ | ------------ | ------------------------------------------ |
| نادين الراسي   | ممثلة                | الصليب الأحمر اللبناني لشراء آلة سمع لطفلة عمرها سنتان | 50.000 دولار | المركز الأول 17 كانون الأول 2010           |
| أمير كرارة     | ممثل                 | مستشفى 57357 لعلاج سرطان الأطفال                       | 20.000 دولار | المركز الثاني خرج في 17 كانون الأول 2010   |
| كريستينا صوايا | ملكة جمال لبنان 2001 | جمعية بيتنا لرعاية المسنين                             | 17.500 دولار | المركز الثالث خرجت في 10 كانون الأول 2010  |
| جيني إسبر      | ممثلة                | جمعية بسمة لمرضى السرطان وجمعية قوس قزح للطفولة        | 15.000 دولار | المركز الرابع خرجت في 03 كانون الأول 2010  |
| جورج عساف      | مدرب رياضي           | ثلاث طفلات أيتام                                       | 12.500 دولار | المركز الخامس خرج في 26 تشرين الثاني 2010  |
| يمنى شري       | اعلامية              | مؤسسة كفى لمناهضة العنف ضد النساء                      | 7.000 دولار  | المركز السادس خرجت في 19 تشرين الثاني 2010 |
| رمزي الشويري   | شيف مطبخ             | قسم معالجة التوحد في مؤسسة الكفاءات                    | 5.000 دولار  | المركز السابع خرج في 12 تشرين الثاني 2010  |
| محمد داغر      | مصمم أزياء           | مستشفى لأمراض السرطان                                  | 2.500 دولار  | المركز الثامن خرج في 05 تشرين الثاني 2010  |

المطربون المدعوون خلال سهرات البرنامج: أحمد الشريف، كارول سماحة، فادي أندراوس، فارس كرم، جورج الراسي، جوزيف عطية، ملحم زين، محمد باش، ميريام فارس، نبيل شعيل، رويدا المحروقي، سميرة سعيد، شيرين عبد الوهاب، صوفيا المريخ، وديع الصافي ويارا.

## الموسم الثاني (2011)
انطلقت السهرة الأول من الموسم الثاني من ديو المشاهير في 16 أيلول 2011 مع عشرة مشاهير عرب هم:
| المشاهير        | العمل        | التبرع لصالح                                             | الأرباح      | الوضع في السباق                      | ضيوف السهرة                            |
| --------------- | ------------ | -------------------------------------------------------- | ------------ | ------------------------------------ | -------------------------------------- |
| ماغي بو غصن     | ممثلة        | مركز سان جود للأطفال المصابين بالسرطان                   | 50.000 دولار | المركز الأول الفائزة بالسباق         | كاظم الساهر وهيفاء وهبي                |
| كارلوس عازار    | ممثل         | جمعية أم النور لرعاية المدمنين على المخدرات              | 25.000 دولار | المركز الثاني خرج في السهرة العاشرة  | رامي عياش، آلين خلف وأنور البني        |
| طارق أبو جودة   | ملحن         | قرى الأطفال SOS لرعاية الأيتام                           | 22.500 دولار | المركز الثالث خرج في السهرة التاسعة  | كارول سماحة وصابر الرباعي              |
| سيف الدين سبيعي | ممثل ومخرج   | جمعية الامل للأطفال المصابين بالشلل                      | 17.500 دولار | المركز الرابع خرج في السهرة الثامنة  | ملحم زين، أروى وعبد الله بالخير        |
| باميلا الكيك    | ممثلة        | مؤسسة منى الهراوي لمرضى السكري                           | 15.000 دولار | المركز الخامس خرج في السهرة السابعة  | وديع الصافي، أميمة طاهر وسارة فرح      |
| هبة الأباصيري   | إعلامية      | جمعية خيرية                                              | 12.500 دولار | المركز السادس خرجت في السهرة السادسة | مروان خوري، رويدا عطية وزينة أفطيموس   |
| حبيب الحبيب     | ممثل         | جمعية افتا لرعاية أطفال اضطراب فرط الحركة وتشتت الانتباه | 12.500 دولار | المركز السابع خرج في السهرة الخامسة  | جوزيف عطية ومحمد أسكندر                |
| ميرنا خياط      | مخرجة وممثلة | جمعية رسالة الحياة                                       | 7.500 دولار  | المركز الثامن خرجت في السهرة الرابعة | نبيل شعيل، معين شريف وغدي              |
| ديمة الجندي     | ممثلة        | جمعية الرعاية الخيرية للمسنين                            | 5.000 دولار  | المركز التاسع خرجت في السهرة الثالثة | ميريام فارس، عصام كاريكا وفادي أندراوس |
| ميسون الرويلي   | ممثلة        | دار الأيتام السعودية                                     | 2.500 دولار  | المركز العاشر خرجت في السهرة الثانية | رامي عياش، آلين خلف وأنور البني        |

## الموسم الثالث (2012)
انطلقت السهرة الأول من الموسم الثالث من ديو المشاهير في 03 تشرين الثاني 2012 مع 12 مشاهير عرب. وشهد هذا الموسم استبدال المقدمة دينا عازار بهيلدا خليفة وذلك بدءا من الحلقة الخامسة، وذلك إثر خلاف دينا على مع معدة البرنامج والمشرفة عليه رولا سعد بسبب طلب عازار بأن تكون الإستعراضات الراقصة في البرنامج بعيدة عن الابتذال. في السهرة الثامنة والعاشرة لم يخرج أحد من المتسابقين بسبب مناسبة الأعياد.
| المشاهير             | العمل        | التبرع لصالح                                | الأرباح      | الوضع في السباق                                     | ضيوف السهرة                                 |
| -------------------- | ------------ | ------------------------------------------- | ------------ | --------------------------------------------------- | ------------------------------------------- |
| طوني أبو جودة        | ممثل         | جمعية “ليه بيتي سولييه” للعلاج من دون مقابل | 25.000 دولار | المركز الأول الفائزة بالسباق                        | صابر الرباعي، تاتيانا مرعب                  |
| عادل حقي             | ممثل         | معهد دراسة الأورام السرطانية                | 17.000 دولار | المركز الثاني خرج في السهرة الرابعة عشر 2013.02.02  | صابر الرباعي، تاتيانا مرعب                  |
| ماريو باسيل          | ممثل         | جمعية دقات قلب لأمراض القلب لدى الأطفال     | 15.000 دولار | المركز الثالث خرج في السهرة الثالثة عشر 2013.01.26  | هيفاء وهبي، إنغريد نقور ومارون شقور         |
| كارين رزق الله       | ممثلة        | جمعية دقات قلب لأمراض القلب لدى الأطفال     | 12.000 دولار | المركز الرابع خرجت في السهرة الثانية عشر 2013.01.19 | طوني حنا، لارا مطر ونسمة محجوب              |
| جيسي عبدو            | ممثلة        | جمعيّة كن هادي للحد من حوادث السير           | 10.000 دولار | المركز الخامس خرجت في السهرة الحادية عشر 2013.01.12 | جو أشقر، مارك رعيدي وأيمن زبيب              |
| ماجد المصري          | ممثل         | مركز غسيل الكلى في المنصورة                 | 10.000 دولار | المركز السادس خرج في السهرة العاشرة 2013.01.05      | ميريام فارس، سينتيا بارود                   |
| كارولينا دي أوليفيرا | إعلامية      | مركز سان جود لعلاج سرطان الأطفال            | 9.500 دولار  | المركز السابع خرجت في السهرة السابعة 2012.12.15     | شيرين عبد الوهاب، سمر أبي حيلا وسيندا       |
| ريتشارد الخوري       | شيف طبخ      | قرى الأطفال SOS لرعاية الأيتام              | 8.000 دولار  | المركز الثامن خرج في السهرة السادسة 2012.12.08      | هشام عباس، وليام بركات وسارة فرح            |
| سمر يسري             | إعلامية      | مؤسّسة مصر الخير للقضاء على الفقر والجوع     | 5.000 دولار  | المركز التاسع خرجت في السهرة الخامسة 2012.12.01     | رامي عياش، أمينة، باتريك خليل ومكسيم الشامي |
| زياد الصمد           | لاعب كرة قدم | جمعيّة كفى عنفاً ضدّ المرأة                    | 4.000 دولار  | المركز العاشر خرجت في السهرة الرابعة 2012.11.24     | نبيل شعيل، معين شريف وغدي                   |
| ورد الخال            | ممثلة        | جمعيّة عصا وقلب للعناية بالمسنين             | 4.000 دولار  | المركز الحادي عشر خرجت في السهرة الثالثة 2012.11.17 | مروان خوري، مايا دياب، بول زغيب وغريس أشقر  |
| ميرنا المهندس        | ممثلة        | مستشفى 57357 لعلاج سرطان الأطفال            | 2.000 دولار  | المركز الثاني عشر خرجت في السهرة الثانية 2012.11.10 | ملحم زين وعصام كاريكا ورويدا عطية           |

## الموسم الرابع (2015)
بعد غيابٍ دام أكثر من ثلاث سنوات عن الشاشات العربية، عادت قناة إم تي في اللبنانية لاستضافة برنامج ديو المشاهير في موسمه الرابع، بالاشتراك مع قنوات أم بي سي 1 و أم بي سي مصر وقناة التاسعة التونسية. وكان من تقديم أنابيلا هلال وشارك فيه ثلاثة عشر من نجوم العالم العربي مع لجنة تحكيم مؤلفة من الموسيقي أسامة الرحباني والملحن طارق أبو جودة والاعلامية منى أبو حمزة وبدأ عرض البرنامج في الثامن من نوفمبر 2015.
- في السهرة الأولى لم يخرج أحد النجوم من المنافسة وكان ضيوف السهرة : نجوى كرم وأيمن زبيب وبريجيت ياغي وعامر زيان وأنتوني توما.
- في السهرة الثامنة لم يخرج أحد من النجوم بمناسبة الأعياد وكان ضيوف السهرة : نوال الزغبي وسعد رمضان ولاتويا.

| المشاهير     | العمل              | التبرع لصالح                                      | الأرباح     | الوضع في السباق                                     | ضيوف السهرة                                                         |
| ------------ | ------------------ | ------------------------------------------------- | ----------- | --------------------------------------------------- | ------------------------------------------------------------------- |
| طوني عيسى    | ممثّل               | Kids First Association                            | 30000 دولار | المركز الأول الفائز بالسباق                         | نانسي عجرم . جوزيف عطية                                             |
| وسام صليبا   | ممثّل               | جمعيّة تحدّي                                        | 15000 دولار | المركز الثاني تأهّل للنهائيّات 2016.01.31             | نانسي عجرم . جوزيف عطية                                             |
| شكران مرتجى  | ممثّلة              | جمعيّة ساعد                                        | 12000 دولار | المركز الثالث تأهّلت للنهائيّات 2016.01.31            | نانسي عجرم . جوزيف عطية                                             |
| ادوارد       | ممثّل               | جمعيّة بذور الأمل                                  | 9000 دولار  | المركز الرابع خرج في السهرة الثالثة عشر 2016.01.24  | كارول سماحة . يوري مرقدي . سيندا                                    |
| رولا شامية   | ممثّلة              | دار العجزة الماروني                               | 8000 دولار  | المركز الخامس خرجت في السهرة الحادية عشر 2016.01.17 | مايا دياب . عصام كاريكا . لارا اسكندر                               |
| معز التومي   | مذيع وممثّل         | Faim Fondation                                    | 7000 دولار  | المركز السادس خرج في السهرة العاشرة 2016.01.10      | وائل جسار . رويدا عطية . إنغريد نقور                                |
| انطوان الحاج | شيف مطبخ           | جمعية أم النور لرعاية المدمنين على المخدرات       | 5000 دولار  | المركز السابع خرج في السهرة التاسعة 2016.01.03      | عاصي الحلاني . مروان الشامي . غريس أشقر                             |
| لورين قديح   | ممثلة سينمائية     | لجنة تنسيق ودعم نشاطات أبناء شهداء الجيش اللبناني | 4500 دولار  | المركز الثامن خرجت في السهرة السابعة 2015.12.20     | يارا (مغنية) . ناجي إسطا . فادي أندراوس                             |
| باسم ياخور   | ممثل               | جمعية خطوة                                        | 4000 دولار  | المركز التاسع خرج في السهرة السادسة 2015.12.13      | ديانا حداد .جو أشقر .ماريتا حلاني . غريس فخري                       |
| سنا نصر      | مذيعة وإعلامية     | جمعية أبعاد                                       | 3500 دولار  | المركز العاشر خرجت في السهرة الخامسة 2015.12.06     | غسان صليبا - باسكال مشعلاني - نادر الأتات - ليا مخول                |
| سينتيا خليفة | ممثلة ومقدمة برامج | جمعية سفينة                                       | 3000 دولار  | المركز الحادي عشر خرجت في السهرة الرابعة 2015.11.29 | رامي عياش - شذي حسون - فادي حرب - منال ملاط                         |
| ميشال قزي    | مذيع               | مؤسسة الصليب الأحمر اللبناني                      | 2500 دولار  | المركز الثاني عشر خرج في السهرة الثالثة 2015.11.22  | ملحم زين - دينا حايك - زياد برجي - خوسيه فيرلونديس                  |
| جوي كرم      | ممثلة              | جمعية إبتسامة                                     | 2000 دولار  | المركز الثالث عشر خرجت في السهرة الثانية 2015.11.15 | سارة الهاني - ميليسا - ميشال قزي (مغني) - فارس كرم - ليانا أوساليفا |

## الموسم الخامس (2017)
بعد عدّة مشاورات ارتقت إدارة قناة أم تي في على عودة برنامج ديو المشاهير وتفرّدت بإنتاجه وبثّه حصريًّا. كما تم استبدال الملحن الموسيقي طارق أبو جودة في لجنة التحكيم بالمخرج سيمون أسمر إلى جانب أسامة الرحباني ومنى أبو حمزة.
- في السهرة الأولى لم يخرج أحد النجوم من المنافسة وكان ضيوف السهرة : عاصي الحلاني وسارة الهاني وأدهم نابلسي ومارك حاتم.
- في السهرة السادسة لم يخرج أحد من النجوم بمناسبة عيد الميلاد وكان ضيوف السهرة : كارول سماحة واليساندرو سافينا اللذان قدّما ديو استعراضي في نهاية الحلقة بالإضافة إلى زين العمر وزياد خوري.
- في السهرة السابعة لم يخرج أحد من النجوم بمناسبة عيد رأس السنة مع قرار استبعاد اثنين من المشاهير في السهر الثامنة. وكان ضيوف السهرة : سعد رمضان ولاتويا و ميريام فارس]] التي قدّمت لوحات استعراضية خلال الحلقة كان أبرزها مع مشاهير الموسم الرابع من البرنامج وسام صليبا وشكران مرتجى ولورين قديح.

| المشاهير      | العمل            | التبرع لصالح                                | الأرباح     | الوضع في السباق                                      | ضيوف السهرة                                                                       |
| ------------- | ---------------- | ------------------------------------------- | ----------- | ---------------------------------------------------- | --------------------------------------------------------------------------------- |
| داليدا خليل   | ممثّل             | North Autism Center                         | 30000 دولار | المركز الأول الفائز بالسباق                          | راغب علامة . أنتوني توما . طوني عيسى                                              |
| جيري غزال     | ممثّل             | جمعيّة Brave Heart                           | 15000 دولار | المركز الثاني تأهّل للنهائيّات 2018.02.11              | راغب علامة . أنتوني توما . طوني عيسى                                              |
| أويس مخللاتي  | ممثل             | جمعيّة دار السعادة لرعاية المسنين            | 12000 دولار | المركز الثالث تأهّل للنهائيّات 2018.02.11              | راغب علامة . أنتوني توما . طوني عيسى                                              |
| مصباح الأحدب  | سياسي ونائب سابق | جمعية إزدهار                                | 9000 دولار  | المركز الرابع انسحب في السهرة الثانية عشر 2018.02.04 | هبة طوجي . خوسيه فيرلونديس. يوري مرقدي                                            |
| ساندرا رزق    | ملكة جمال سابقة  | Long Wing Butterfly                         | 8000 دولار  | المركز الخامس خرجت في السهرة الحادية عشر 2016.01.28  | لطيفة . سليم عساف . انغريد نقور . ريم الشريف . ميشال رميح. رالف عصفور . روني كسار |
| فادي شربل     | ممثل كوميدي      | جمعية أم النور لرعاية المدمنين على المخدرات | 7000 دولار  | المركز السادس خرج في السهرة العاشرة 2018.01.21       | جوزيف عطية . سابين . نانسي نصرالله . الليدي مادونا                                |
| أرزة شدياق    | مقدمة برامج      | Couvent Mission De Vie                      | 5000 دولار  | المركز السابع خرجت في السهرة التاسعة 2018.01.14      | وليد توفيق . آبو . نادر الأتات . نادر خوري                                        |
| طلال الجردي   | ممثل             | الجمعية اللبنانية لمناهضة العنف ضد المرأة   | 4250 دولار  | المركز الثامن خرجا في السهرة الثامنة 2018.01.07      | مايا دياب. جو أشقر . تينا يموت . إيلي حاتم                                        |
| بيار شاماسيان | ممثل كوميدي      | الأب مجدي علاوي                             | 4250 دولار  | المركز الثامن خرجا في السهرة الثامنة 2018.01.07      | مايا دياب. جو أشقر . تينا يموت . إيلي حاتم                                        |
| رندا سركيس    | مقدمة برامج      | كاريتاس لبنان                               | 3500 دولار  | المركز التاسع خرجت في السهرة الخامسة 2017.12.17      | ملحم زين . نيللي مقدسي . حنين أبو شقرا . جورج نعمة . كارولينا                     |
| دجى حجازي     | ممثلة            | مركز سرطان الأطفال                          | 3000 دولار  | المركز العاشر خرجت في السهرة الرابعة 2017.12.10      | وائل جسار . زياد برجي . مارك رعيدي . ميليسا . كارلو نخلة                          |
| رجا نصر الدين | مذيع ومقدم برامج | مؤسسة بيت اليتيم الدرزي                     | 2500 دولار  | المركز الحادي عشر خرج في السهرة الثالثة 2017.12.03   | رامي عياش . نيكول سابا . ألين لحود . غدي                                          |
| ساشا دحدوح    | ممثلة وإعلامية   | جمعية حماية                                 | 2000 دولار  | المركز الثاني عشر خرجت في السهرة الثانية 2017.11.26  | نوال الزغبي . ناجي الأسطا . ميشال قزي . منال ملاط . Super Sako                    |

## الموسم السادس (2018)
بعد غيابٍ دام أكثر من ثلاث سنوات عن الشاشات العربية، عادت قناة إم تي في اللبنانية لاستضافة برنامج ديو المشاهير في موسمه الرابع، بالاشتراك مع قنوات أم بي سي 1 و أم بي سي مصر وقناة التاسعة التونسية. وكان من تقديم أنابيلا هلال وشارك فيه ثلاثة عشر من نجوم العالم العربي مع لجنة تحكيم مؤلفة من الموسيقي أسامة الرحباني والملحن طارق أبو جودة والاعلامية منى أبو حمزة وبدأ عرض البرنامج في الثامن من نوفمبر 2015.
- في السهرة الأولى لم يخرج أحد النجوم من المنافسة وكان ضيوف السهرة : نجوى كرم وأيمن زبيب وبريجيت ياغي وعامر زيان وأنتوني توما.
- في السهرة الثامنة لم يخرج أحد من النجوم بمناسبة الأعياد وكان ضيوف السهرة : نوال الزغبي وسعد رمضان ولاتويا.

| المشاهير     | العمل              | التبرع لصالح                                      | الأرباح     | الوضع في السباق                                     | ضيوف السهرة                                                         |
| ------------ | ------------------ | ------------------------------------------------- | ----------- | --------------------------------------------------- | ------------------------------------------------------------------- |
| طوني عيسى    | ممثّل               | Kids First Association                            | 30000 دولار | المركز الأول الفائز بالسباق                         | نانسي عجرم . جوزيف عطية                                             |
| وسام صليبا   | ممثّل               | جمعيّة تحدّي                                        | 15000 دولار | المركز الثاني تأهّل للنهائيّات 2016.01.31             | نانسي عجرم . جوزيف عطية                                             |
| شكران مرتجى  | ممثّلة              | جمعيّة ساعد                                        | 12000 دولار | المركز الثالث تأهّلت للنهائيّات 2016.01.31            | نانسي عجرم . جوزيف عطية                                             |
| ادوارد       | ممثّل               | جمعيّة بذور الأمل                                  | 9000 دولار  | المركز الرابع خرج في السهرة الثالثة عشر 2016.01.24  | كارول سماحة . يوري مرقدي . سيندا                                    |
| رولا شامية   | ممثّلة              | دار العجزة الماروني                               | 8000 دولار  | المركز الخامس خرجت في السهرة الحادية عشر 2016.01.17 | مايا دياب . عصام كاريكا . لارا اسكندر                               |
| معز التومي   | مذيع وممثّل         | Faim Fondation                                    | 7000 دولار  | المركز السادس خرج في السهرة العاشرة 2016.01.10      | وائل جسار . رويدا عطية . إنغريد نقور                                |
| انطوان الحاج | شيف مطبخ           | جمعية أم النور لرعاية المدمنين على المخدرات       | 5000 دولار  | المركز السابع خرج في السهرة التاسعة 2016.01.03      | عاصي الحلاني . مروان الشامي . غريس أشقر                             |
| لورين قديح   | ممثلة سينمائية     | لجنة تنسيق ودعم نشاطات أبناء شهداء الجيش اللبناني | 4500 دولار  | المركز الثامن خرجت في السهرة السابعة 2015.12.20     | يارا (مغنية) . ناجي إسطا . فادي أندراوس                             |
| باسم ياخور   | ممثل               | جمعية خطوة                                        | 4000 دولار  | المركز التاسع خرج في السهرة السادسة 2015.12.13      | ديانا حداد .جو أشقر .ماريتا حلاني . غريس فخري                       |
| سنا نصر      | مذيعة وإعلامية     | جمعية أبعاد                                       | 3500 دولار  | المركز العاشر خرجت في السهرة الخامسة 2015.12.06     | غسان صليبا - باسكال مشعلاني - نادر الأتات - ليا مخول                |
| سينتيا خليفة | ممثلة ومقدمة برامج | جمعية سفينة                                       | 3000 دولار  | المركز الحادي عشر خرجت في السهرة الرابعة 2015.11.29 | رامي عياش - شذي حسون - فادي حرب - منال ملاط                         |
| ميشال قزي    | مذيع               | مؤسسة الصليب الأحمر اللبناني                      | 2500 دولار  | المركز الثاني عشر خرج في السهرة الثالثة 2015.11.22  | ملحم زين - دينا حايك - زياد برجي - خوسيه فيرلونديس                  |
| جوي كرم      | ممثلة              | جمعية إبتسامة                                     | 2000 دولار  | المركز الثالث عشر خرجت في السهرة الثانية 2015.11.15 | سارة الهاني - ميليسا - ميشال قزي (مغني) - فارس كرم - ليانا أوساليفا |